# 1886 en arts plastiques
| Années des arts plastiques : 1883 - 1884 - 1885 - 1886 - 1887 - 1888 - 1889    |
| Décennies des arts plastiques : 1850 - 1860 - 1870 - 1880 - 1890 - 1900 - 1910 |

Cette page concerne l'année 1886 en arts plastiques.

## Événements
- 5 janvier : Auguste Fougeadoire fait breveter le fougéadoire, instrument qui permet  l’agrandissement ou la réduction d’une image imprimée en lithographie.
- 6 février - 14 mars : ouverture à Bruxelles du troisième Salon des XX[1].

## Œuvres

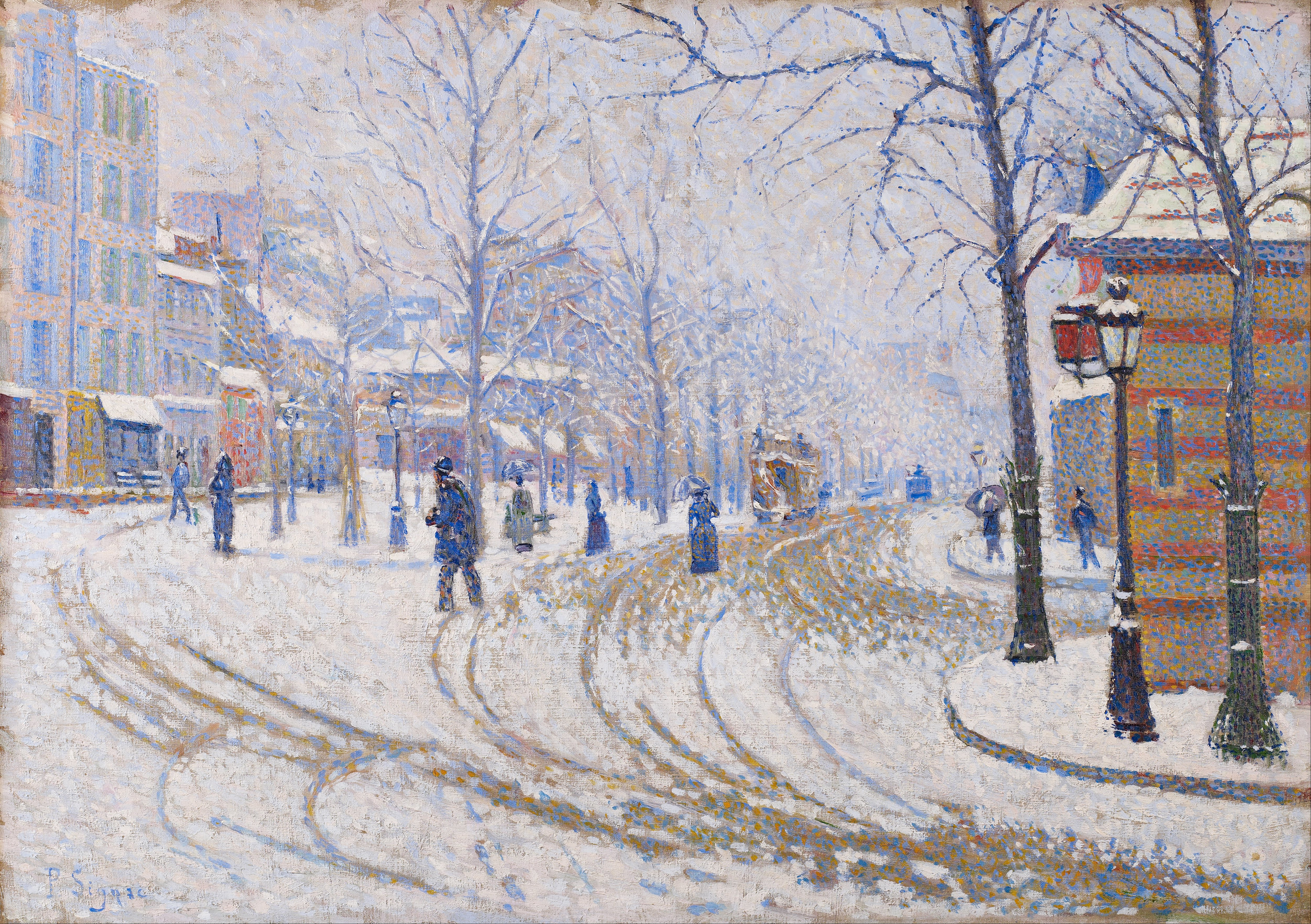
Boulevard de Clichy, de Paul Signac

- Le Moulin de la Galette, série de peintures à l'huile de Van Gogh.
- Portrait d'Émile Bernard d'Henri de Toulouse-Lautrec
- Portrait de Marguerite Van Mons de Théo van Rysselberghe
- Fille arrangeant ses cheveux de Mary Cassatt
- Portrait de Giuseppe Verdi à l'écharpe blanche et haut-de-forme de Giovanni Boldini
- Femme à la bassine, pastel d'Edgar Degas
- Portrait de Jean Carriès dans son atelier, de Louise Catherine Breslau
- Un dimanche après-midi à l'île de la Grande Jatte, de Georges Seurat

## Naissances
- 5 janvier : Renato Paresce, peintre italien († 15 octobre 1937),
- 10 janvier : Nadejda Oudaltsova, peintre et dessinatrice russe puis soviétique († 25 janvier 1961),
- 18 janvier : Ștefan Dimitrescu, peintre et dessinateur post-impressionniste roumain († 22 mai 1933),
- 22 janvier : Piotr Boutchkine, peintre, graphiste et pédagogue russe puis soviétique († 21 juin 1965),
- 26 janvier : Charles Forget, peintre et graveur français († 10 juillet 1960),
- 28 janvier : Laure Bruni, peintre française († 1975),
- 10 février : Guillaume Desgranges, peintre et lithographe français († 1er février 1967),
- 11 février : Salomon Bernstein, peintre paysagiste français d'origine russe († 1968),
- 16 février : Marcel Meys, peintre et photographe français († 21 novembre 1972),
- 23 février : Marguerite Frey-Surbek, peintre suisse († 17 mai 1981),
- 26 février : Mihri Müşfik Hanım, princesse abkhaze et peintre turque († 1954),
- 1er mars : Oskar Kokoschka, peintre autrichien († 22 février 1980),
- 7 mars : Jacques Majorelle, peintre orientaliste français († 14 octobre 1962),
- 8 mars : Germ de Jong, peintre néerlandais († 11 avril 1967),
- 9 mars :
  - Kawashima Rüchiro, peintre japonais († 6 octobre 1971),
  - Gueorgui Narbout, peintre et dessinateur de timbres russe († 23 mai 1920),
- 11 mars : Edward Rydz-Śmigły, homme politique polonais, officier de l'armée polonaise, peintre et poète († 2 décembre 1941),
- 16 mars : Adrienne Ball-Demont, peintre et sculptrice française († 24 juillet 1935),
- 17 mars : Henry Dannet, peintre français († 10 novembre 1946),
- 19 mars : Jean Despujols, peintre américain d'origine française († 26 janvier 1965),
- 20 mars : André Utter, peintre français († 7 février 1948),
- 27 mars : Vladimir Bourliouk, peintre cubiste russe († 1917),
- 30 mars : Edmond Blampied, lithographe, caricaturiste, dessinateur, illustrateur de livres, aquarelliste, peintre, sculpteur et graveur jersiais († 26 août 1966),
- 2 avril : Jean-Gabriel Daragnès, peintre et graveur français († 25 juillet 1950),
- 6 avril : Albéric Collin, sculpteur belge († 27 février 1962),
- 8 avril : Karl Reille, peintre animalier français († 13 mai 1975),
- 13 avril : Nicolae Tonitza, peintre et graphiste roumain († 26 février 1940),
- 14 avril : André Foy, peintre, dessinateur et lithographe français († 11 avril 1953),
- 15 avril : Amédée Ozenfant, peintre, théoricien de l'art, conférencier et critique d'art français († 3 mai 1966),
- 19 avril : Hermine David, peintre et graveuse française († 1er décembre 1970),
- 30 avril : Georges Aubert, peintre et sculpteur suisse († 6 février 1961),
- 8 mai :
  - Maurice-Edme Drouard, peintre, dessinateur et sculpteur français († 29 septembre 1915),
  - Kawasaki Shoko, peintre japonais († 29 janvier 1977),
- 13 mai : Yasushi Tanaka, peintre de portraits, nus, architectures, paysages et fleurs japonais († 24 avril 1941),
- 16 mai : Roger de Valerio, illustrateur, affichiste et peintre français († 16 avril 1951),
- 17 mai : Varvara Boubnova, peintre, lithographe et pédagogue russe puis soviétique († 28 mars 1983),
- 10 juin : Jovan Bijelić, peintre serbe puis yougoslave († 12 mars 1964),
- 17 juin : Marcel-Gaillard, peintre, graveur, illustrateur français († 8 juillet 1947),
- 24 juin : Giovanni Bartolena, peintre italien († 16 février 1942),
- 28 juin : Aloïse Corbaz, artiste suisse pratiquant l'Art brut († 5 avril 1964),
- 1er juillet : Robert Antoine Pinchon, peintre postimpressionniste français († 9 janvier 1943),
- 5 juillet : Berthe Noufflard, peintre française († 11 octobre 1971),
- 6 juillet : Vladimir Vladimirov, peintre et architecte russe puis soviétique († 13 novembre 1969),
- 18 juillet : Robert Poughéon, peintre, illustrateur et conservateur de musée français († 8 mars 1955),
- 23 juillet : Boris Grigoriev, peintre russe puis soviétique († 7 février 1939),
- 24 juillet : Ermenegildo Agazzi, peintre italien († 25 octobre 1945),
- 31 juillet : Constant Permeke, peintre et sculpteur belge († 4 janvier 1952),
- 7 août : Wilhelm Gimmi, peintre, dessinateur et lithographe suisse († 29 août 1965),
- 8 août : Chas Laborde, écrivain, journaliste, graveur, peintre et illustrateur français († 30 décembre 1941),
- 9 août : Sarkis Katchadourian, peintre persan d'origine arménienne († 4 mars 1947),
- 10 août : Władysław Jahl, peintre polonais († 31 mars 1953),
- 11 août : Julien Lacaze, peintre, lithographe et aquafortiste français († 13 novembre 1971),
- 13 août : Jacobus Hendrik Pierneef, peintre britannique puis sud-africain († 4 octobre 1957),
- 15 août : Paul-Charles Delaroche, dessinateur, peintre et illustrateur français († 7 septembre 1914),
- 16 août : Ángel Zárraga, peintre mexicain († 22 septembre 1946),
- 18 août : Paul Bodmer, peintre suisse († 19 décembre 1983),
- 19 août : Jean Désiré Bascoulès, peintre français († 12 octobre 1976),
- 23 août : Paul Bernadot, médecin et peintre français († 10 novembre 1913),
- 31 août :
  - René-Ernest Huet, peintre français († 17 décembre 1914),
  - Alexandre Nikolaïevitch Volkov, peintre et poète russe († 17 décembre 1957),
- 8 septembre : Marguerite Jeanne Carpentier, peintre, sculptrice et graveuse française († 7 novembre 1965),
- 16 septembre : Hans Arp, sculpteur allemand († 7 juin 1966),
- 23 septembre : Pierre-Laurent Baeschlin, peintre français († 1958),
- 25 septembre : Willem van Leusden, peintre néerlandais († 8 mars 1974),
- 26 septembre ? (ou en 1882, ou en 1883 : Jules Schmalzigaug, peintre futuriste belge († 12 ou 13 mai 1917).
- 6 octobre : Aldo Carpi, artiste, peintre  et écrivain italien († 27 mars 1973),
- 8 octobre : André-Léon Vivrel, peintre et dessinateur français († 7 juin 1976),
- 15 octobre : Robert Bonfils, illustrateur, peintre, graveur et relieur français († 1er novembre 1971),
- 16 octobre : Frank Burty Haviland, peintre cubiste français († novembre 1976),
- 20 octobre : Paul Élie Dubois, peintre français, rattaché à l'École d'Alger († 14 février 1949),
- 22 octobre : Othon Coubine, peintre français († 7 octobre 1969),
- 27 octobre : Robert Falk, peintre russe puis soviétique († 1er octobre 1958),
- 29 octobre : Robert Lotiron, peintre et graveur français († 18 avril 1966),
- 8 novembre :
  - André Astoul, peintre français († 3 février 1950),
  - Edmond Lahaye, illustrateur, peintre et chansonnier français († 1981),
- 24 novembre : Raoul Brygoo, peintre, illustrateur, graveur et architecte français († 1973),
- 26 novembre : Edita Broglio, peintre lettonne († 19 janvier 1977),
- 27 novembre : Tsugouharu Foujita, peintre d'origine japonaise († 29 janvier 1968),
- 28 novembre : Guglielmo Pizzirani, peintre italien († 1971),
- 7 décembre : Henri Sollier, peintre, graveur et dessinateur français († 1er avril 1966),
- 8 décembre :
  - Anto Carte, peintre belge († 1er février 1954),
  - Diego Rivera, peintre mexicain († 24 novembre 1957),
- 10 décembre : Vicente Santaolaria, peintre et sculpteur espagnol († 5 octobre 1967),
- 14 décembre : René Buthaud, peintre et céramiste français († 4 décembre 1986),
- 31 décembre : Léon Noireaut, peintre français († 1960),
- ? :
  - Jean Collet, peintre français († 1974),
  - Victor Darbefeuille, peintre français († 1975),
  - Romano Rossini, peintre italien († 1951),
  - Olga Rozanova, peintre et sculptrice russe († 7 novembre 1918).

## Décès
- 2 janvier : Alexandrine Martin, peintre française (° 30 août 1816)
- 14 janvier : Jean-Marie Reignier, peintre français (° 3 août 1815).
- 17 janvier :
  - Paul Baudry, peintre français (° 7 novembre 1828),
  - Bernhard von Neher, peintre allemand (° 16 janvier 1806),
- 18 janvier : Baldassare Verazzi, peintre italien (° 6 janvier 1819),
- 28 janvier : Piotr Petrovitch Verechtchaguine, peintre paysagiste russe (° 26 janvier 1834),
- 6 février : Alexandre Lauwick, peintre orientaliste français (° 24 mars 1823),
- 15 février : Gustave Morin, peintre français spécialiste de scènes de genre et d'histoire (° 18 avril 1809),
- 17 février : Léon Désiré Alexandre, peintre français (° 11 mai 1817),
- 1er mars : Charles-Joseph Lecointe, peintre paysagiste français (° 24 février 1823),
- 3 mars : Victor Navlet, peintre français (° 8 novembre 1819),
- 25 avril : Eugène Isabey, peintre, lithographe et aquarelliste français (° 22 juillet 1803),
- 23 mai : Adriano Cecioni, peintre et sculpteur italien (° 26 juillet 1836),
- 25 juin : Friedrich Voltz, peintre allemand (° 31 octobre 1817),
- 29 juin : Adolphe Monticelli, peintre français (° 14 octobre 1824),
- 5 juillet : Charles Baugniet, peintre, lithographe et aquarelliste belge (° 27 février 1814),
- 15 juillet : Obadiah Short, peintre et illustrateur britannique (° 26 juillet 1803),
- 29 juillet : Maxime Lalanne, peintre, graveur et illustrateur français (° 27 novembre 1827),
- 28 août : François-Gabriel Lépaulle, peintre français (° 21 janvier 1804),
- 5 septembre : Hippolyte Michaud, peintre français (° 20 août 1823),
- 11 septembre : Luigi Bisi, peintre, dessinateur et architecte italien (° 10 mai 1814),
- 13 septembre : Louis-Hector Allemand, peintre et graveur français (° 3 avril 1809),
- 17 septembre : Asher Brown Durand, peintre et graveur américain (° 21 août 1796),
- 30 septembre : Franz Adam, peintre et lithographe allemand (° 4 mai 1815),
- 9 octobre : José Casado del Alisal, peintre espagnol (° 1830),
- 18 octobre :  Nikolaï Makovski, peintre russe (° 10 mai 1841),
- 20 octobre : Francesco Scaramuzza, peintre italien (° 14 juillet 1803),
- 25 novembre : Isidore Laurent Deroy, peintre et lithographe français († 14 avril 1797),
- 19 décembre : Michele Rapisardi, peintre italien (° 27 décembre 1822),
- ? :
  - Antonio Bignoli, peintre italien (° 1812),
  - Ferdinando Cicconi, peintre italien  (° 1831),